# Astropecten euryacanthus
Astropecten euryacanthus är en sjöstjärneart som beskrevs av Lutken 1871. Astropecten euryacanthus ingår i släktet Astropecten och familjen kamsjöstjärnor. Inga underarter finns listade i Catalogue of Life.